# Мови Таджикистану
Мовна картина Таджикистану характеризується низкою своєрідних рис, що утворилися внаслідок політичних та історичних процесів XX століття. Державною та офіційною мовою Таджикистану визнано таджицьку мову. Російська мова офіційно визнана Конституцією Республіки Таджикистан мовою міжнаціонального спілкування, і невелика частина діловодства відбувається цією мовою.
Як рідна мова, у країні переважає таджицька мова — одна з найбільших іранських мов, яку багато лінгвісти вважають підвидом або етнолектом перської мови. Таджицьку мову вважають рідною понад 80 % населення країни. Менше 20 % населення вважає рідною мовою інші мови. Зокрема, однією з найпоширеніших рідних мов меншин є узбецька мова. За офіційними даними перепису населення в 2010 році, узбеки становлять 12,2 % населення Таджикистану, тобто 926 тисяч осіб.

## Поширення та статус
На північ від колишнього радянського кордону таджицькі говірки поширені на території Таджикистану в більшості його районів. Виняток становить Горно-Бадахшанська автономна область, де суцільний таджицький ареал закінчується в долині Ванча (Ванджа), а далі вгору по річці Пяндж поширені насамперед памирські мови, хоча таджикомовні кишлаки трапляються в Ішкашимському районі (області Горон і Вахан). На півночі (повсюдно, крім верховин Зеравшана) та заході республіки (аж до лінії Душанбе — Куляб) значні анклави узбекомовного населення.
Анклави таджицького населення широко поширені в основній (східній) частини Узбекистану, перш за все в периферійних передгірних районах у Самаркандській, Сурхандар'їнській, Кашкадар'їнській, Навоїйській (Нурата), Ташкентській (Бурчмулла), Наманганській (Чуст, Касансай), Андижанській, Ферганській областях. Виняток становлять оази Самарканда та Бухари, де таджицька є мовою корінного населення великих міських центрів. Групи таджиків також поширені в південній Киргизії, насамперед у Баткенській області, що безпосередньо примикає до Таджикистану.
Таджицька мова є державною мовою Республіки Таджикистан, мовою ЗМІ, навчання у школах та вишах цієї країни, включаючи ГБАО. В Узбекистані та Киргизії офіційного статусу не має, таджицькі школи та культурні центри зосереджені насамперед у Самарканді та Бухарі. Основні центри вивчення таджицької мови розташовані в Душанбе, Самарканді та Москві.
Як друга та мова міжетнічного спілкування таджицька широко використовується памірськими народностями (розмовна таджицька традиційно називається на Памірі форсӣ), а також більшістю узбеків Таджикистану і значною мірою узбеками та іншими національностями в Самарканді та Бухарі. Практично всі таджики Узбекистану та багато таджиків півночі та заходу Таджикистану володіють узбецькою мовою як другою.

## Класифікація
Таджицька мова належить до іранської гілки індо-іранських мов індоєвропейської сім'ї. Разом із матеріально близьким літературним ідіомом таджиків Афганістану, офіційно званим мовою дарі, входить у східну зону новоперського діалектного континууму і може розглядатися як північно-східний варіант перської мови. Взаєморозуміння між носіями таджицької та персомовними жителями Ірану можливе досі.
Завдяки дослідженням радянських іраністів було складено докладний діалектологічний опис таджицьких говірок, чим, наприклад, не можуть досі похвалитися фарсі Ірану та дарі Афганістану.
Таджицькі говірки поділяються на такі групи:
- Північні
  - Власне північні: Північний Таджикистан (Худжанд, Ісфара, Істаравшан, Пенджикент), Варзоб та околиці Душанбе, Узбекистан (Самарканд, Бухара, Нурата, Сурхандар'їнська, Кашкадар'їнська, Наманганська області), сюди ж відноситься діалект бухарских євреїв (єврейсько-таджицький діалект).
  - Центральні: Айнинський район, Матча, (верхній Зеравшан Таджикистан)
  - Перехідні: верхній Чирчик (Бурчмулла), північноферганський, південноферганський (Узбекистан).
- Південні
  - Власне південні: на південь та схід від Душанбе (Хатлонська область, Раштський район), бадахшанський діалект таджикомовних кишлаків Паміру. Безпосереднє продовження південних діалектів — діалекти півночі Афганістану за річкою Пяндж.
  - Південно-східні: дарвозький діалект (Дарвозький і Ванцький райони Горно-Бадахшанської автономної області).
  - Перехідні: вахіоболінський діалект.

## Памірські мови
Памірські мови — ареальна група мов, що входять до східноіранської групи іранських мов, якими говорять т. зв. памірці. Поширені в Західному Памірі (Горний Бадахшан), розділеному між Таджикистаном, Пакистаном, Китаєм (південний захід Сіньцзян-Уйгурського автономного району), Афганістаном.
- Північно-Памірські мови
  - Язгулямська мова компактно представлена в долині річки Язгулам Вандзького району ГБАО.
  - Старовандзька мова, що існувала до кінця XVIII ст. в долині Ванджа, поступилася місцем таджицькій мові.
- Шугнано-руганські мови
  - Шугнанська мова представлена в таджицькому та афганському Бадахшані. У межах Горно-Бадахшанської автономної області він побутує в адміністративному центрі області — місті Хорогу, Шугнанському та Рошткалинському районах. Баджувською говіркою шугнанської мови говорять у селищах Верхній і Нижній Баджув Рушанського району ГБАО, шахдаринською та барвазькою — у Рошткалінському районі ГБАО.
  - Рушанська мова — правобережні та лівобережні вздовж по річці Пяндж селища памірського та афганського Бадахшану.
  - Хуфська мова — ущелина правої притоки Пянджа, селища Хуф та Пастхуф. Деякими дослідниками хуфська сприймається як діалект рушанської мови.
  - Бартанзька та близька їй рошорвська мови — долина Бартангу Рушанського району. Для них простежується діалектний розподіл на равмедську, сипондзьку та сарезьку говірки.
  - Сарикільська мова існує в основному в Сіньцзян-Уйгурському автономному районі Китаю та в пакистанському Читралі. Мургабські сарикільці на Східному Памірі зазнали асиміляції з киргизами.

Генетична близькість названих мов шугнано-рушанської групи настільки велика, що взаєморозуміння може бути досягнуто за умови вживання рідної мови чи діалекту майже завжди. Труднощі можуть виникнути тільки при спілкуванні носіїв шугнано-руганської групи мов-діалектів із сарикільцями. Шугнанська мова через широку територіальну поширеність і численність носіїв відіграє роль мови міжпамірського усного спілкування поряд із таджицькою мовою («міжпамірський фарсі»).
- Південно-Памірські мови
  - Ішкашимська мова компактно існує в кількох селищах Ішкашимського району ГБАО і в район Султан Ішкашим афганського Бадахшану, близька йому сангліцька — теж в афганському Бадахшані.
  - Ваханська мова представлена у верхів'ях річки Пяндж в Ішкашимському районі ГБАО, в афганському Бадахшані, в окремих селищах на півночі Пакистану та Сіньцзян-Уйгурському автономному районі Китаю.
  - Мунджанська мова поширена в афганському Бадахшані у верхів'ях річки Кокча, а близька йому мова їдга — в Пакистані.

Спілкування між носіями мунджанської, ішкашимської, ваханської, язгуламської мов та мов-діалектів шугнано-рушанської мовної групи здійснюється в основному міжпамірською таджицькою і, частково, шугнанською.
Памірські мови поряд із пушту, осетинською та ягнобською входять до східноіранської групи іранських мов і споріднені з вимерлими мовами саків (скіфів), бактрійців, согдійців, хорезмійців та інших східноіранських етносів.

## Провідні мови
Російська мова в Таджикистані — мова міжнаціонального спілкування Таджикистану, згідно зі статтею 2 республіканської Конституції. Таджицька мова при цьому наділена статусом єдиної державної, хоча прийом документів у державних установах можливий обома мовами. Крім цього, в Таджикистані підтримується система шкільної та вищої освіти, що склалася в радянські часи російською мовою: за даними за 2014 рік в республіці налічувалося 26 російських шкіл, із них 5 у Душанбе, і 132 школи зі змішаними мовами викладання, у тому числі російською. Після різкого скорочення сфери російськомовної освіти у 1990-х, почався процес його розширення, за яким стоїть високий попит на російськомовну освіту насамперед із боку таджицького населення республіки. У Душанбе працює російський драматичний театр імені Маяковського.

## Регіональні мови
Узбецька мова
Узбецька мова в Таджикистані — одна з найпоширеніших мов республіки. За переписом 2009 року за кількістю носіїв узбецька мова стала другою за кількістю тих, хто вважає її рідною (після таджицької і перед російською). На відміну від останньої, узбецька мова використовується переважно як мова домашнього побуту серед етнічних узбеків країни. Тим не менш, на півдні країни, де є місця компактного проживання узбеків, узбецьким володіє також деяка частина населення неузбецького. За даними перепису 2012 року, узбецькою мовою володіло 873 тис. населення Таджикистану.
Середньоазійський діалект арабської мови
Середньоазійський діалект арабської мови, середньоазійська арабська мова (араб. عربية آسيا الوسطى — один із різновидів арабської мови, що перебуває на межі зникнення, якою говорять в Афганістані, Таджикистані та Узбекистані. Середньоазійські діалекти були мовою для безлічі осілих та кочових громад середньоазійських арабів, які мешкали в районі Самарканда, Бухари, Кашкадар'ї, Сурхандар'ї (суч. Узбекистан), Хатлонської області (суч. Таджикистан) та в деяких районах сучасного Афганістану. Перші араби з'явилися в Центральній Азії у VIII столітті під час арабських завоювань. Після встановлення на цій території влади халіфу та прийняття жителями цих земель ісламу арабська стала мовою літератури та науки. Більшість середньоазійських арабів жили в ізольованих спільнотах і не схвалювали змішування з місцевим населенням аж до кінця 60-х років ХХ століття. Ця обставина дозволила арабській мові зберегтися до XX століття. Наприкінці XIX століття багато арабських скотарів залишили територію сучасних Узбекистану та Таджикистану через те, що ці землі перейшли у володіння Російської імперії та мігрували на північ Афганістану. Наразі ці араби не володіють арабською мовою і говорять дарі або узбецькою. Після виникнення СРСР середньоазійським арабам Узбекистану та Таджикистану довелося відмовитися від кочового способу життя, вони почали змішуватися з узбеками, таджиками та туркменами. За даними перепису 1959 арабським володіло лише 34 % середньоазійських арабів, інші назвали своєю рідною мовою узбецьку або таджицьку. Нині середньоазійською арабською мовою говорять у п'яти селах Сурхандар'ї, Кашкадар'ї та Бухари. В Узбекистані існують два незрозумілі діалекти середньоазійської арабської мови — кашкадар'їнський і бухарський. Багато років вивченням культури, мови та фольклору середньоазійських арабів СРСР займався Ісаак Вінніков. У його праці «Мова і фольклор бухарських арабів» зібрано 67 текстів, записаних зі слів інформаторів-арабів із кишлаків Джогарі та Арабхана у віці 25-64 років.
Єврейсько-таджицький діалект
Єврейсько-таджицький діалект (бухорі, єврейсько-бухарський; перс. بخاری boxārī, тадж. бухорӣ, buxorī) — розмовна та літературна мова бухарських євреїв, одна з єврейсько-іранських мов. Фактично є говіркою таджицької мови. Близький до єврейсько-перської мови.
Був поширений в основному в Узбекистані: у Ташкенті, Самарканді, Бухарі, містах Ферганської долини, а також у суміжних з Узбекистаном районах Таджикистану та Казахстану. Число тих, хто говорив на єврейсько-таджицькому діалекті у СРСР, до початку масової репатріації бухарських євреїв в Ізраїль (1972-73), становило (за оцінками, заснованими на радянських переписах) близько 30 тис. осіб. Зараз найбільше носіїв проживає в Ізраїлі (близько 50 тисяч), а також у США, Австралії та інших країнах. У Середній Азії залишилося близько 10 тисяч носіїв єврейсько-таджицького діалекту.
Єврейсько-таджицький діалект належить до північної групи діалектів таджицької мови та в таджицькій діалектології називається самаркандсько-єврейським діалектом. Здебільшого він близький самаркандско-бухарскому діалекту, а в мовленні бухарських євреїв із Ташкента і Ферганської долини простежуються деякі фонетичні особливості ферганських діалектів.